# Páncélos vendégízületesek
A páncélos vendégízületesek (Cingulata) az emlősök osztályának (Mammalia), a vendégízületesek öregrendjének (Xenarthra) egyik rendje. A rendbe tulajdonképpen csak egy élő család tartozik, az övesállatok vagy tatufélék (Dasypodidae). Két kihalt családjuk is ismeretes (glyptodonfélék és pampatheriidae).
Testüket csont- és szarupáncél fedi, mely sokszögletű lemezekből áll. A szőrszálak a szarulemezek között helyezkednek el, de szőrzetük igen gyér. A csontlemezek alul helyezkednek el, erre borulnak a szarulemezek. A csont- és szarulemezek határai nem föltétlen esnek egybe, nem tökéletesen fedik egymást. A mai alakok páncélján morfológiailag megkülönböztethetünk feji, háti, kereszttáji és háti páncélt. Az utóbbi mindig mozgékony övekből áll, így az állat képes védekezésképpen összegömbölyödni. A farkuk nem fejlődik vissza, sőt még ezt is páncél fedi. Elülső lábaikon erőteljes karmok fejlődnek, mellyel ásni képesek. Mivel a csontpáncél rendkívül jól fosszilizálódik, a Cingulaták törzsfejlődése sokkal jobban nyomon követhető, mint a szőrös vendégízületeseké (Pilosa). Egyes korai felvetések szerint a páncélosok kültakarója egyenes ági hüllőörökség, vagyis elsődleges jelleg. Ez azonban teljesen valószínűtlen feltételezés, a páncél csak másodlagosan alakult ki.

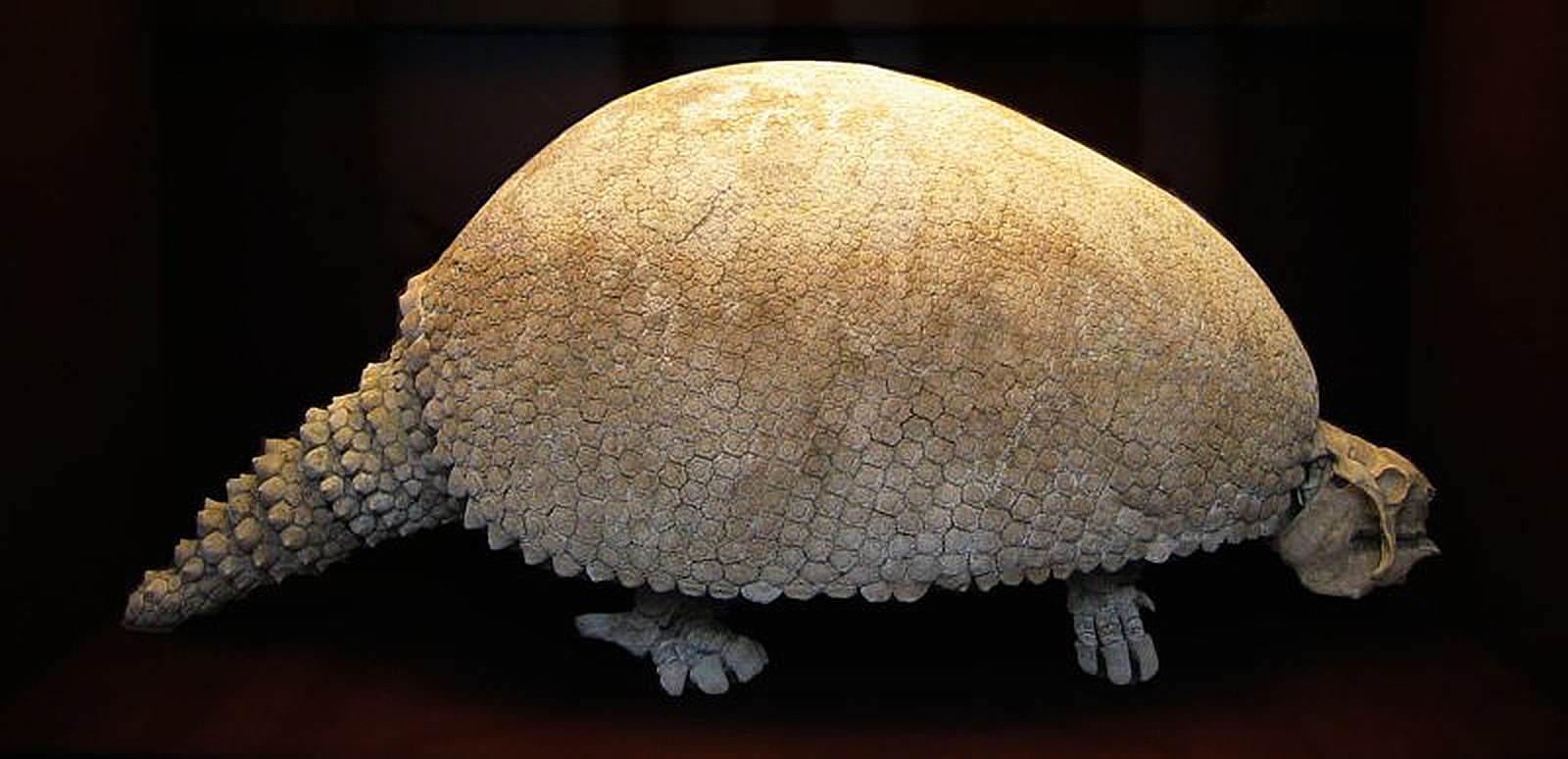
A kihalt óriás övesállatok közé tartozó Glyptodon megkövült maradványa.

A mai alakok kivétel nélkül mindenevők. Kedvelt táplálékuk a férgek, madárfiókák, tojások és a gyümölcsök. Ezek fogazata nem tükrözi az életmódot, egyes fajoknak közel 100 egyforma foga van. A kihalt családban (Glyptodontidae) ragadozó életformát folytató fajok is ismeretesek. A páncélosok mind Dél-Amerikában fejlődtek ki, majd mikor Észak- és Dél-Amerika összetalálkozott a földhídon egyes tatufajok átvándoroltak Észak-Amerikába is, ahol most is egyre nagyobb teret hódítanak. A család ugyan igen ősi (a felső paleocéntől ismeretek), de élő kövületeknek nem nevezhetők, hisz a rendet 9 nem és több, mint 20 faj képviseli. Ez messze magasabb szám, mint a lajhárok és a hangyászok együttvéve.